# Stenochrus portoricensis
Espèce
Synonymes
- Schizomus antilus Hilton, 1933
- Schizomus cavernicolens Chamberlin & Ivie, 1938
- Stenochrus floridanus Muma, 1967
- Stenochrus longimanus Rowland, 1971
- Stenochrus loreto Armas, 1977

Stenochrus portoricensis est une espèce de schizomides de la famille des Hubbardiidae.

## Distribution
Cette espèce se rencontre aux États-Unis en Floride, aux Bermudes, au Mexique, au Guatemala, au Belize, au Honduras, au Nicaragua, au Panama, à Cuba, en Jamaïque, en République dominicaine, à Porto Rico, aux îles Vierges britanniques, à la Dominique, en Colombie et en Équateur,.
Elle a également été observée en Espagne aux îles Canaries, en Tchéquie, en Slovaquie, en Pologne, en Allemagne, en Grande-Bretagne et au Brésil.

## Description
La femelle holotype mesure 3 mm.

## Étymologie
Son nom d'espèce, composé de portor[o] et du suffixe latin -ensis, « qui vit dans, qui habite », lui a été donné en référence au lieu de sa découverte, Porto Rico.

## Publication originale
- Chamberlin, 1922 : Two new American arachnids of the order Pedipalpida. Proceedings of the Biological Society of Washington, vol. 35, no 1, p. 1-12 (texte intégral).